# East Delhi
East Delhi är ett distrikt i Indien.   Det ligger i delstaten National Capital Territory of Delhi, i den norra delen av landet, 7 km öster om huvudstaden New Delhi. Antalet invånare är 1 709 346. Arean är 440 kvadratkilometer. East Delhi gränsar till North East Delhi.
Terrängen i East Delhi är platt.